# ماتشي مانيتو (كيبك)
ماتشي مانيتو (بالإنجليزية: Matchi-Manitou, Quebec)‏ هي unorganized area of Canada تقع في كندا في La Vallée-de-l'Or. يقدر عدد سكانها بـ 0 نسمة ومساحتها 163.50 كم2 .